# Veronica vernicosa
Veronica vernicosa är en grobladsväxtart som beskrevs av Joseph Dalton Hooker. Veronica vernicosa ingår i släktet veronikor, och familjen grobladsväxter. Inga underarter finns listade i Catalogue of Life.